# انگولارجی‌اس
انگولارجی‌اس (انگلیسی: AngularJS) چارچوب نرم‌افزاری تحت وب متن‌باز ، ساخت و توسعه داده شده توسط گوگل و جامعهٔ برنامه‌نویسان مستقل که برای حل بسیاری از چالش‌های برنامه‌های تک‌صفحه‌ای ( نرم‌افزار های تحت وب ) است.

## فلسفه وجودی
انگولارجی‌اس بر اساس این نظر طراحی شده که واسط کاربر و کدهای متصل‌کننده کامپوننت‌های نرم‌افزار بهتر است به برنامه‌نویسی اعلانی نوشته شود. در حالی که برای نوشتن منطق تجاری برنامه کاربردی برنامه‌نویسی دستوری مناسب‌تر است.
AngularJs برای اپلیکیشن های تک صفحه ی (single-page-applications = SPA) گزینه ی بسیار خوبی می باشد.

## نحوه کار
نحوه کار این کتابخانه بدین شکل است که ابتدا صفحه اچ تی ام‌ال که دارای ویژگی ها و تگهای اضافه شده سفارشی است خوانده میشود. این ویژگی ها نقش رهنمود را برای انگولار دارند که بتواند ورودی یا خروجی صفحه را به مدل مربوط به ان که از جنس متغیر های جاواسکریپت است پیوند دهد. ارزش این متغیر های جاواسکریپت میتواند دستی از طریق کد تغییر کند یا به‌طور ایستا یا پویا از منابع جی سن گرفته شود. این تغییرات از طریق پیوند برقرار شده ورودی یا خروجی را تحت تاثیر قرار میدهد.